# 浜松市フルーツパーク
浜松市フルーツパーク（はままつしフルーツパーク）は、静岡県浜松市浜名区都田町4263番地の1に位置する植物園である。愛称は、フルーツパーク。

## 概要
本園は、かつて1996年（平成8年）10月1日より、浜松市の外郭団体である財団法人浜松市フラワー・フルーツパーク公社によって管理運営されていたが、2013年（平成25年）4月1日に指定管理者制度が導入されて、経営の改善が図られた。現在の指定管理者は、株式会社時之栖である（指定期間：2023年（令和5年）4月1日～2028年（令和10年）3月31日）。
なお、本文のデータは、特記ない限り2012年（平成24年）12月当時のものである。

## 施設

### 施設概要
- 面積 - 43万平方メートル
- 植栽 - 160種・4,300本

### 西側エリア
正門、管理事務所

トロピカルドーム＆熱帯果樹温室
浜松まつりの大凧をイメージした五角形の温室で、熱帯果樹80種・330本が植栽されている。熱帯果樹温室が続き棟となっており、バナナ、パパイヤ、パイナップルなどが観察できる。
くだものオーケストラ
子供向けの大型遊具をそろえたコーナーで、おのおのが果物の形をしていることから「くだものオーケストラ」と呼ばれている。
リンゴ並木
長野県飯田市から贈られたリンゴの苗木を浜松市内中学生のボランティアとともに育成している。
その他
芝生広場、こども遊園地、総合売店、フルーツパーラー、野外劇場、バーベキューハウスなどがある。

### 東側エリア
正門のある西側エリアとは、フルーツ大橋を介して結ばれている。
果樹園
ブドウ、ミカン、リンゴ、イチゴ等が栽培されている。
くだもの博物園
柑橘類を中心に32種・100品種・288本が栽培されている。水やりが自動化された植木鉢を使用している。
展望レストハウス
アクトタワーが見渡せる。1階は飲食店。
ときめき橋
車いすも通行できる吊り橋で、東側エリアの南北を結んでいる。
チューチュートレイン
フルーツ大橋とときめき橋を結ぶ交通機関。無料で利用でき、2編成が存在する。
その他
体験実習館、栽培温室、展示室などがある。

## その他
フルーツパークで栽培されている果物は、収穫時期になると「収穫体験」として、利用者が収穫した分だけ量り売りで持ち帰る事が出来、精算後に食べる事も可能。ただし、イチゴだけは通常のイチゴ狩り同様、制限時間内、食べ放題となっている。
特に西側エリアにおいて、家族連れを対象とした施設を設置したり催しを行い、多くの家族連れが利用している。季節によるが、デイキャンプ、バーベキュー、川遊び などが楽しめる。
新東名高速道路 浜松SAに併設しているスマートICから一般道を介してアクセスが可能になっている。

## 歴史
- 1996年（平成8年）10月1日 - 浜松市フルーツパーク開園
- 2012年（平成24年）12月29日〜2013年（平成25年）3月31日 - 園内再整備のため休園。
- 2013年（平成25年）4月1日 - 指定管理者制度導入に伴い「時之栖」が管理運営を開始[3]。

## アクセス
- 遠鉄バス：56萩丘都田線「フルーツパーク」停留所下車。（浜松駅バスターミナルから56フルーツパーク行で約1時間。都田車庫-フルーツパーク間延長運行のため、天浜線都田駅・フルーツパーク駅より、フルーツパーク行きのバスには乗車不可。）
- 天竜浜名湖鉄道線 フルーツパーク駅から徒歩で約8分。
- 東名高速道路 浜松西ICから車で約30分。
- 新東名高速道路 浜松SAスマートICから車で約5分。